# Diego José Clementino
Diego José Clementino (São Paulo, 18 de marzo de 1984) es un futbolista brasileño. Juega de delantero y su actual equipo es el Centro Sportivo Alagoano del Campeonato Brasileño de Serie B. 

## Clubes
| Club                     | País     | Año       |
| ------------------------ | -------- | --------- |
| Cruzeiro                 | Brasil   | 2001-2003 |
| Nacional                 | Portugal | 2004      |
| Paulista                 | Brasil   | 2004      |
| Cabofriense              | Brasil   | 2005      |
| Cruzeiro                 | Brasil   | 2005-2006 |
| Nacional                 | Portugal | 2007      |
| Cruzeiro                 | Brasil   | 2007      |
| Ipatinga                 | Brasil   | 2008      |
| Botafogo                 | Brasil   | 2009      |
| Saba Qom                 | Irán     | 2010      |
| América Mineiro          | Brasil   | 2010      |
| Grêmio                   | Brasil   | 2010-2011 |
| ABC Futebol Clube        | Brasil   | 2011-2012 |
| Centro Sportivo Alagoano | Brasil   | 2013-     |

## Palmarés

### Campeonato Regionales
| Título             | Club     | Sede   | Año  |
| ------------------ | -------- | ------ | ---- |
| Campeonato Mineiro | Cruzeiro | Brasil | 2003 |
| Campeonato Mineiro | Cruzeiro | Brasil | 2006 |
| Taça Guanabara     | Botafogo | Brasil | 2009 |

### Campeonatos Nacionales
| Título         | Club     | País   | Año  |
| -------------- | -------- | ------ | ---- |
| Copa de Brasil | Cruzeiro | Brasil | 2003 |
| Serie A        | Cruzeiro | Brasil | 2003 |